# Падіння непостійного Фатті
Падіння непостійного Фатті  (англ. Fickle Fatty's Fall) — американська короткометражна кінокомедія Роско Арбакла 1915 року.

## У ролях
- Роско ’Товстун’ Арбакл — Фатті

- Мінта Дарфі — дружина Фатті
- Філліс Аллен — теща Фатті
- Аль Ст. Джон — помічник кухаря
- Глен Кавендер — кухар
- Фріц Шод — музикант
- Боббі Данн — чоловік в душі
- Біллі Гілберт